# Wielkouchowate
Wielkouchowate (Thylacomyidae) – rodzina torbaczy z rzędu jamrajokształtnych (Peramelemorphia). Podstawową cechą wyróżniającą są dłuższe niż u jamrajowatych uszy i ogon. Rodzina obejmuje największych przedstawicieli torbaczy jamrajokształtnych. Wielkouchy kopią liczne nory na swoim terytorium. Należą do ssaków o najkrótszej ciąży, 12-14 dni, co stawia je tuż za jamrajowatymi.

## Zasięg występowania
Rodzina obejmuje jeden występujący współcześnie gatunek zamieszkujący Australię.

## Systematyka
Do rodziny należy jeden współcześnie występujący rodzaj: 
- Macrotis Reid, 1837 – wielkouch

Opisano również rodzaje wymarłe:
- Ischnodon Stirton, 1955[9] – jedynym przedstawicielem był Ischnodon australis Stirton, 1955
- Liyamayi Travouillon, Hand, M. Archer & Black, 2014[10] – jedynym przedstawicielem był Liyamayi dayi Travouillon, Hand, Archer & Black, 2014